# Macrogyrus finschi
Macrogyrus finschi is een keversoort uit de familie van schrijvertjes (Gyrinidae). De wetenschappelijke naam van de soort is voor het eerst geldig gepubliceerd in 1925 door Ochs.